# マギンダナオ語
マギンダナオ語（マギンダナオご、Maguindanaon）はオーストロネシア語族に属する言語である。話者は主にフィリピンのマギンダナオ州に居住する。
マギンダナオ語はかなりの数の少数民族に話されている。ミンダナオ島では、サンボアンガ、ダバオ、ジェネラル・サントスのような都市やコタバト州、スルタン・クダラット州、南コタバト州、サランガニ州、南サンボアンガ州、サンボアンガ・シブガイ州の各州で話されており、マニラ首都圏でも話されている。

## 言語名別称
- Magindanaon
- Magindanaw
- Maguindanao
- Maguindanaw